# Estádio Municipal Adérito Sena

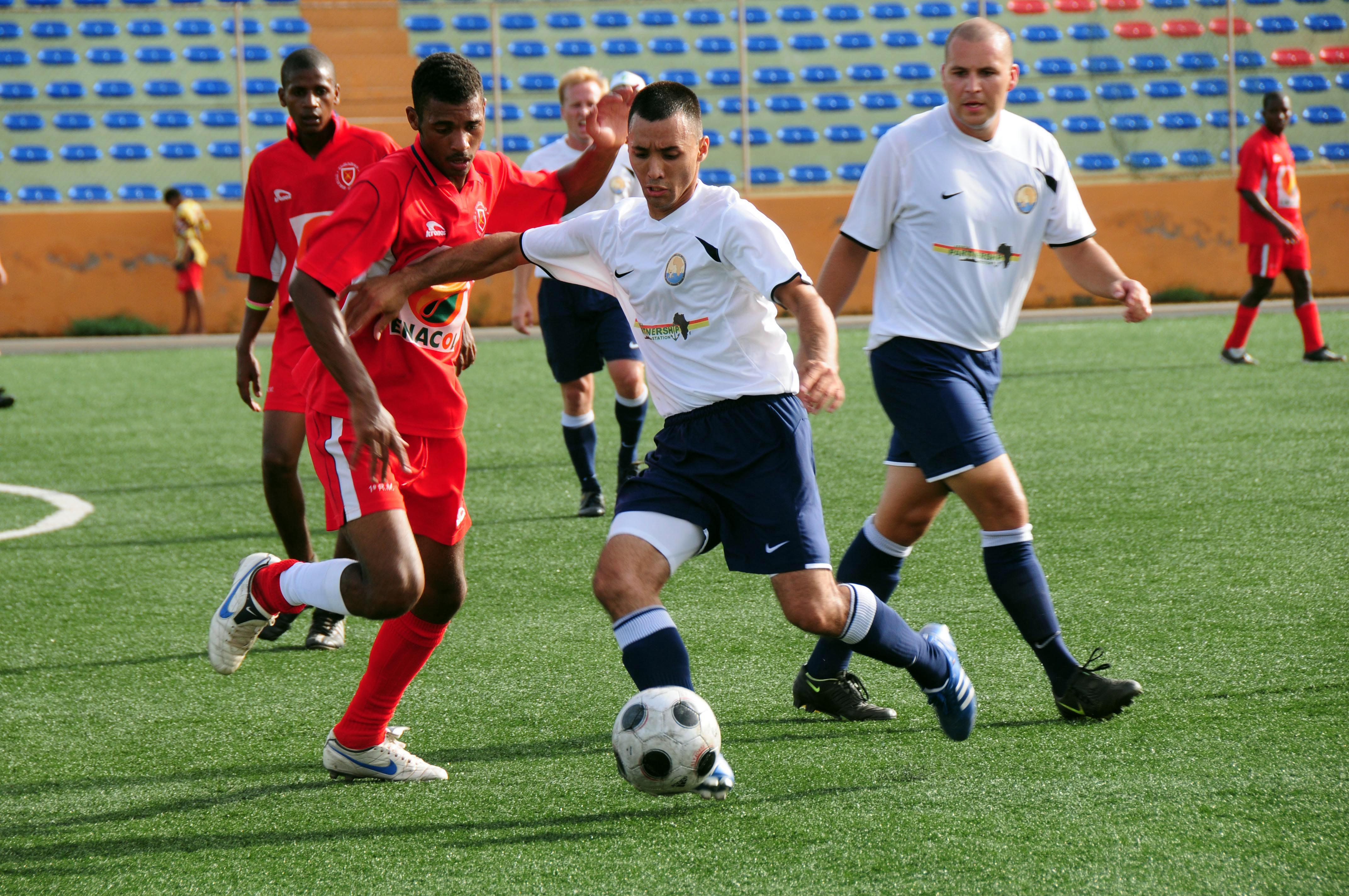
Eine Auswahl der Streitkräfte Kap Verdes empfängt eine Auswahl der US-Marine in Europa im Estádio Municipal Adérito Sena (10. September 2008)

Das Estádio Municipal Aderito Sena (deutsch Städtisches Stadion Aderito Sena) ist ein Fußballstadion mit Aschenbahn in der kapverdischen Stadt Mindelo, auf der Insel São Vicente.
Es ist das wichtigste Stadion Mindelos, neben den weiteren sechs, sämtlich kommunal betriebenen und mit Kunstrasen ausgestatteten Fußballplätzen der Stadt. Das Stadion fasst 5.000 Zuschauer und ist im Besitz der Kreisverwaltung (Câmara Municipal) von São Vicente, mit Sitz in Mindelo.

## Geschichte
Die Kreisverwaltung änderte die Bezeichnung des früheren Estádio da Fontinha 1992 in Estádio Municipal Adérito Sena um. Es wurde nach dem aus Mindelo stammenden, vielseitigen Sportler Adérito Carvalho de Sena (1905–1970) benannt. Sena war insbesondere als Fußballer des CS Mindelense bekannt, spielte Ende der 1930er Jahre aber auch vier Saisons für den portugiesischen Klub Boavista Porto.
Zusammen mit dem Estádio da Várzea in der Hauptstadt Praia gehörte das Estádio Adérito Sena nach seiner umfangreichen Renovierung Anfang der 2000er Jahre zu den ersten zertifizierten Kunstrasenplätzen in Afrika. Die inzwischen 15 Kunstrasenplätze Kapverdes gaben der Entwicklung des Fußballs auf dem Inselarchipel seither wesentlichen Auftrieb.
Um auch internationale Spiele veranstalten und erstmals auch die Kapverdische Fußballnationalmannschaft in Mindelo begrüßen zu können, beschloss die Kreisverwaltung 2013 einen weiteren Ausbau des Stadions nach internationalem Standard. Eine erste Version, die ein Einkaufszentrum einschloss, wurde zu Gunsten einer kostengünstigeren Ausführung fallen gelassen. Nach Anerkennung des Stadions durch den Weltverband FIFA finanzierte dieser dem Stadion einen neuen Kunstrasenbelag für 500.000 Euro, der Ende 2014 durch ein portugiesisches Unternehmen angebracht wurde. Das erste Spiel nach der Renovierung war das Supercup-Finale des Inselverbands São Vicente zwischen dem Inselpokalsieger Batuque FC und dem Inselmeister FC Derby am 13. Januar 2015.

## Nutzung
Die wichtigsten Fußballmannschaften der Stadt tragen hier ihre Spiele aus:
- CS Mindelense (kapverdischer Rekordmeister)
- FC Derby
- Académica Mindelo
- GD Amarantes
- Batuque FC
- GS Castilho

Zudem finden hier gelegentlich Konzerte, Veranstaltungen anderer Sportarten (Leichtathletik, Cricket) oder Gedenkfeiern zum Unabhängigkeitstag statt.